# Aurora (Condado de Cayuga)
NOTA: Há outra Aurora no condado de Erie, Nova York, uma cidade. A vila de East Aurora naquela cidade é freqüentemente confundida com a vila de Aurora no condado de Cayuga.

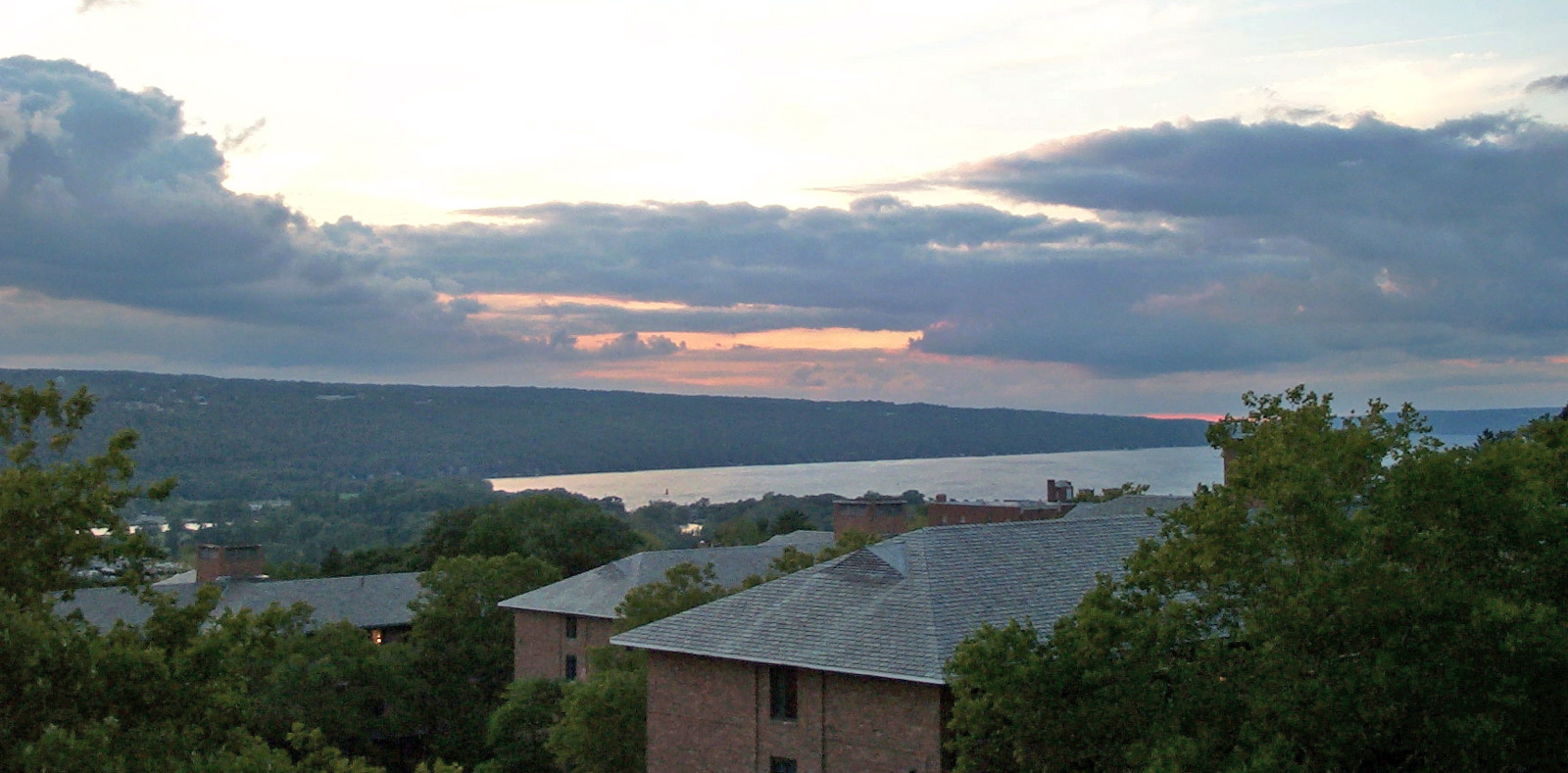
O lago Cayuga.

A vila de Aurora é um destino turístico e cidade universitária no Condado de Cayuga, situado em Ledyard, norte de Ithaca, Nova York, Estados Unidos. A vila tinha uma população de 720 pessoas no censo de 2000. Estudantes universitários e turistas no verão aumentam expressivamente este número, sazonalmente.
O Wells College, uma instituição de ensino superior feminina fundada em 1868, tornou-se mista (para ambos os sexos) a partir de 2005, não sem protestos tanto de graduados quanto de estudantes.

## Visão geral de Aurora

### História
Antes da colonização inglesa, havia uma grande aldeia cayuga, Chonodote, muito próxima do sítio a(c)tual de Aurora. Chonodote foi destruída pela Expedição Sullivan em 1779. Alguns dos cayugas retornaram após a guerra para viver numa reserva que outrora incluía a extremidade norte do Lago Cayuga. Parte da localidade estava dentro da Central New York Military Tract e ela se tornou um ponto de parada para o tráfego oriundo do Canal Cayuga-Seneca após a abertura deste em 1837.

### Filhos ilustres
Aurora é a terra natal de:
- Henry Wells, fundador da Wells Fargo e da empresa American Express.
- Edwin B. Morgan, congressista, fundador do Wells-Fargo Express Co..
- Victor Hammer, pintor, escultor e tipógrafo.
- Robert P. T. Coffin, escritor, poeta e professor universitário.
- Frances Folsom Cleveland, primeira-dama dos Estados Unidos da América e aluna do Wells College.
- Thomas J. Preston, Jr., presidente temporário do Wells College e segundo marido de Frances Folsom Cleveland.
- Laura Nader, eminente antropóloga e aluna do Wells College.

### Mudanças recentes
Em 2001, a empresária Pleasant Rowland, uma aluna da classe de 1962 do Wells College, começou a reformar o histórico Aurora Inn. Ela também comprou outras propriedades na vila para alterar e restaurar. Em declarações à imprensa, Rowland declarou a intenção de ressaltar a beleza e o caráter histórico da comunidade, investindo o lucro obtido em melhorias no Wells College.
O processo resultou na descaracterização de alguns elementos da comunidade, resultando num bem documentado estudo de caso de "town vs. gown" (ou "cidade contra beca") e numa forma interiorana de gentrificação. Visto que alguns dos prédios afetados constavam do National Register of Historic Places, a controvérsia envolveu partes interessadas externas à comunidade, resultando em atenção da mídia impressa nacional e divulgação na National Public Radio. O assunto pode ter servido como fonte de inspiração para um romance do eminente autor J. Robert Lennon, intitulado Happyland, o qual começou a ser publicado sob forma seriada no Harper's Magazine em Julho de 2006.

## Geografia
De acordo com o United States Census Bureau, a vila tem uma área total de 2,5 km², inteiramente em terra firme.
A vila de Aurora é parte da cidade de Ledyard na margem leste do Lago Cayuga. O parque natural de Long Point State Park fica ao sul da comunidade.
A New York State Route 90, uma rodovia no sentido norte-sul, passa através da vila.

## Demografia
De acordo com o censo de 2000, havia 720 moradores, 181 moradias e 106 famílias residindo na comunidade. A densidade populacional era de 289,6/km². Havia 225 unidades residenciais numa densidade média de 90,5/km². A composição étnica da vila era de 91,53% caucasianos, 1,81% afro-americanos, 0,28% nativos americanos, 3,06% asiáticos, 1,39% de outras raças e 1,94% de origem hispânica ou latina, de qualquer etnia.
Das 181 moradias, 28,7% tinham crianças com menos de 18 anos de idade vivendo nelas, 50,3% tinham casais casados, 7,2% tinham mulheres como chefe de família (sem marido presente) e 41,4% não apresentavam famílias. Em 34,8% de todos os lares havia indivíduos residindo sozinhos e em 18,2% alguém sozinho com 65 anos ou mais de idade. A quantidade média de habitantes por habitação era de 2,33 e a família média era de 3,10 pessoas.
Na comunidade, a população estava distribuída com 13,2% abaixo dos 18 anos, 46,1% dos 18 aos 24, 14,6% dos 25 aos 44, 15,1% dos 45 aos 64, e 11,0% que tinham 65 ou mais anos. A média de idade era de 22 anos. Para cada 100 mulheres havia 37,7 homens. Para cada 100 mulheres com 18 ou mais anos, havia 31 homens.
A renda média por moradia era de US$ 57.222 e a renda média por família era de US$ 64.583. Os homens tinham uma renda média de US$ 31.667 contra US$ 32.250 das mulheres. A renda per capita da vila era de US$ 17.526. Cerca de 1,8% das famílias e 4,8% da população estavam abaixo da linha da pobreza, incluindo 4,5% daqueles abaixo dos 18 e 5,4% daqueles com ou acima dos 65 anos.